# Can Millo

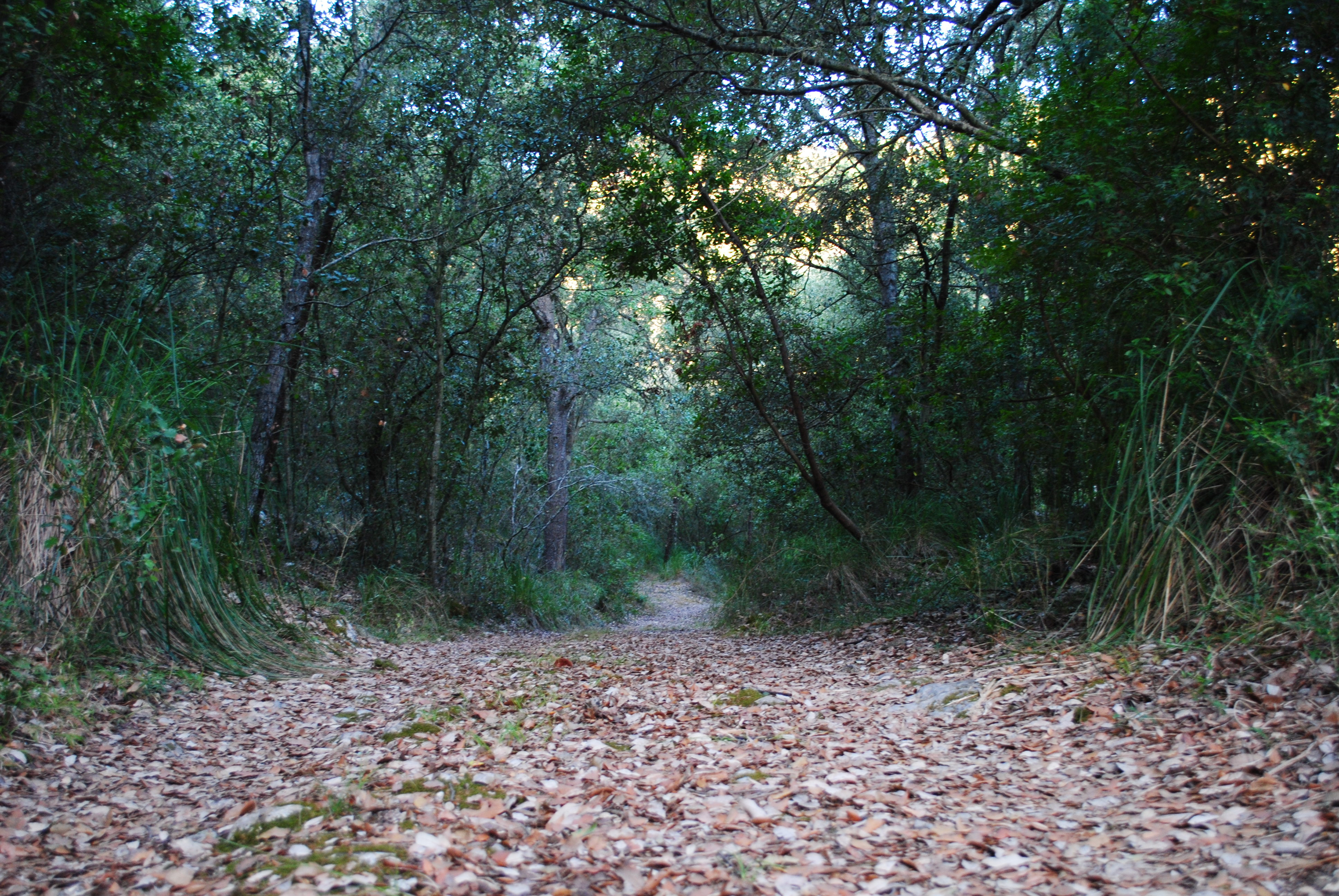
Camí de Can Millo

Can Millo és una possessió de Santa Maria del Camí (Mallorca), a la vall de Coanegra. Va ser anomenada Son Farrí. Les cases varen ser destruïdes al segle xvii per una crescuda del torrent de Coanegra i reedificades un poc més amunt. També s'ha anomenat Son Nofret. El 1863 era propietat dels hereus de Joan Ordines. La possessió està situada entre Son Pou, Son Roig, Can Morei, Can Mates i Son Oliver. En l'actualitat està integrada dins Son Pou. Tenia un hort regat per l'aigua de la síquia de Coanegra (s'Estaió Llarg i s'Estaió Redó), una tanca de mandarins (sa Tanca des Mandarins), conradissos, amb era de batre, olivar amb tafona (la tafona, avui desapareguda, estava situada devora les cases de Son Roig) i alzinar.